# Sclerophrys
Sclerophrys é um gênero de anfíbios da família Bufonidae, com suas espécies podendo ser encontradas na África Subsaariana, no Marrocos, no Saara Ocidental, no norte da Argélia e da Tunísia, e no sul da península Arábica.
Antes da criação deste gênero, as espécies aqui presentes estavam como pertencentes ao Bufo, e em 2006, um grupo de pesquisadores de diferentes nacionalidades ao analisar os cromossomos 20 e 22 de algumas espécies, percebeu que estas não estavam relacionadas filogeneticamente a esse gênero, as movendo então para um gênero novo, o Amietophrynus. Entretanto, em 2016, a herpetóloga austríaca Annemarie Ohler e o herpetólogo francês Alain Dubois ao analisar a espécie Sclerophrys capensis, que havia sido descrita pelo naturalista suíço Johann Jakob von Tschudi em 1838, percebeu que esta havia sido erroneamente renomeada para Bufo rangeri, e posteriormente para Amietophrynus rangeri, não levando em consideração o seu nome original, propondo usá-lo em primazia ao mais recente. E levando em consideração que, no momento que Tschudi descreveu a espécie, ele também criou um gênero para abrigá-la, percebeu-se que o gênero Amietophrynus não era válido, visto que já existia um mais antigo com a mesma função. Com isso, o gênero foi renomeado de volta para Sclerophrys e suas espécies realocadas.

## Espécies
Atualmente, o gênero possui 45 espécies descritas:
- Sclerophrys arabica (Heyden, 1827)
- Sclerophrys asmarae (Tandy, Bogart, Largen, and Feener, 1982)
- Sclerophrys blanfordii (Boulenger, 1882)
- Sclerophrys brauni (Nieden, 1911)
- Sclerophrys buchneri (Peters, 1882)
- Sclerophrys camerunensis (Parker, 1936)
- Sclerophrys capensi Tschudi, 1838
- Sclerophrys channingi (Barej, Schmitz, Menegon, Hillers, Hinkel, Böhme, and Rödel, 2011)
- Sclerophrys chudeaui (Chabanaud, 1919)
- Sclerophrys cristiglans (Inger and Menzies, 1961)
- Sclerophrys danielae (Perret, 1977)
- Sclerophrys djohongensis (Hulselmans, 1977)
- Sclerophrys dodsoni (Boulenger, 1895)
- Sclerophrys fuliginata (De Witte, 1932)
- Sclerophrys funerea (Bocage, 1866)
- Sclerophrys garmani (Meek, 1897)
- Sclerophrys gracilipes (Boulenger, 1899)
- Sclerophrys gutturalis (Power, 1927)
- Sclerophrys kassasii (Baha El Din, 1993)
- Sclerophrys kerinyagae (Keith, 1968)
- Sclerophrys kisoloensis (Loveridge, 1932)
- Sclerophrys langanoensis (Largen, Tandy, and Tandy, 1978)
- Sclerophrys latifrons (Boulenger, 1900)
- Sclerophrys lemairii (Boulenger, 1901)
- Sclerophrys maculata (Hallowell, 1854)
- Sclerophrys mauritanica (Schlegel, 1841)
- Sclerophrys pantherina (Smith, 1828)
- Sclerophrys pardalis (Hewitt, 1935)
- Sclerophrys pentoni (Anderson, 1893)
- Sclerophrys perreti (Schiøtz, 1963)
- Sclerophrys poweri (Hewitt, 1935)
- Sclerophrys pusilla (Mertens, 1937)
- Sclerophrys reesi (Poynton, 1977)
- Sclerophrys regularis (Reuss, 1833)
- Sclerophrys steindachneri (Pfeffer, 1893)
- Sclerophrys superciliaris (Boulenger, 1888)
- Sclerophrys taiensis (Rödel and Ernst, 2000)
- Sclerophrys tihamica (Balletto and Cherchi, 1973)
- Sclerophrys togoensis (Ahl, 1924)
- Sclerophrys tuberosa (Günther, 1858)
- Sclerophrys turkanae (Tandy and Feener, 1985)
- Sclerophrys urunguensis (Loveridge, 1932)
- Sclerophrys villiersi (Angel, 1940)
- Sclerophrys vittata (Boulenger, 1906)
- Sclerophrys xeros (Tandy, Tandy, Keith, and Duff-MacKay, 1976)